# روبر پری
روبر پری (فرانسوی: Robert Péri‎؛ زادهٔ ۲۹ ژانویهٔ ۱۹۴۱) بازیکن فوتبال اهل فرانسه بود.
از باشگاه‌هایی که در آن بازی کرده‌است می‌توان به باشگاه فوتبال متس و باشگاه فوتبال بوردو اشاره کرد.
وی همچنین در تیم ملی فوتبال فرانسه بازی کرده‌است.